# Melanocortinrezeptoren
Melanocortinrezeptoren sind eine Gruppe von G-Protein-gekoppelten Rezeptoren, die die Wirkungen der Melanocortine – Melanotropine (MSH) und Adrenocorticotropin (ACTH) – weitervermitteln. Es sind bisher fünf dieser Rezeptoren bekannt, die MC1R bis MC5R abgekürzt werden, möglicherweise werden noch mehr entdeckt:
- Melanocortin-1-Rezeptor (MC1R): wird auf Melanozyten exprimiert und kontrolliert die Hautbräunung. Dieser Rezeptor wird durch den Extension-Locus codiert.
- Melanocortin-2-Rezeptor (MC2R): Dieser Rezeptor findet sich in der Nebennierenrinde und vermittelt dort die Wirkungen des ACTH (Freisetzung der Glukokortikoide). Er heißt daher auch ACTH-Rezeptor.
- Melanocortin-3-Rezeptor (MC3R): Dieser Rezeptor wird im Gehirn (dort insbesondere in Regionen des Hypothalamus in der Nähe des organum vasculosum laminae terminalis), der Plazenta, dem Darmgewebe, aber nicht in der Nebennierenrinde oder in Melanozyten exprimiert. Er wird durch α-MSH, β-MSH, γ-MSH und ACTH aktiviert und ist in vegetative Regelungen eingebunden wie zum Beispiel das Hunger- und Sättigungsgefühl und eventuell die Begrenzung der Fieberreaktion.
- Melanocortin-4-Rezeptor (MC4R): Dieser Rezeptor wird (wie MC3R) im Gehirn (dort insbesondere in Regionen des Hypothalamus in der Nähe des organum vasculosum laminae terminalis), im Darmgewebe, aber nicht in der Nebennierenrinde, der Plazenta oder in Melanozyten exprimiert. Er wird durch α-MSH, β-MSH und ACTH aktiviert und ist in vegetative Regelungen eingebunden wie zum Beispiel die Unterdrückung der Fieberreaktion,[1] das Hunger- und Sättigungsgefühl sowie die Entwicklung der Libido.
- Melanocortin-5-Rezeptor (MC5R)

ACTH ist neben seiner Wirkung auf MC2R ein potenter Agonist für alle Melanocortinrezeptoren, auch zentral. α-MSH ist ein Agonist für MC1R, MC3R und MC4R, γ-MSH ist ein Agonist nur für MC3R.